# Молдакаримова, Галина Абилакимовна
Галина Абилакимовна Молдакаримова (каз. Галина Әбіләкімқызы Молдакәрімова; род. 1 июля 1956, Капшагай, Алма-Атинская область, Казахская ССР, СССР) — советская и казахская кобызистка, инструменталистка, музыкальный педагог, профессор. Народная артистка Казахстана (1991).

## Биография
Родилась 1 июля 1956 года в городе Капчагай Алматинской области.
В 1974 году окончила Республиканскую музыкальную школу для одаренных детей им. Куляш Байсеитовой.
В 1979 году окончила факультет народных инструментов Казахской государственной консерватории им. Курмангазы по специальности артист оркестра, концертный исполнитель.
Трудовую деятельность начала в 1979 году исполнителем, инструменталистом Казахской государственной филармонии им. Жамбыла.
С 1979 по 1990 годы — солистка Казахской государственной филармонии имени Жамбыла.
С 1980 по 1982 годы — одна из основателей и концертмейстером оркестра «Отрар сазы» под руководством Нургисы Тлендиева.
С 1986 года по настоящее время — преподаватель, доцент, профессор кафедры «кобыза и баяна» Казахской государственной консерватории имени Курмангазы.

### Семья
- Муж — Базархан Косбасаров (род. 1950) — советский и казахский кобызист, музыкальный педагог, заслуженный деятель искусств Республики Казахстан, заведующий и профессор кафедры «кобыз и баян» Казахской национальной консерватории им. Курмангазы.
- Дочь — Молдакаримова Гаухар Базархановна.

## Творчество
С гастролями выезжала за рубеж в более, чем 30 стран (Соединенные Штаты Америки, Индия, Сирия, Ливан, Швеция, Швейцария, Шри-Ланка, Югославия, Чехословакия, Ангола, Йемен, Финляндия, Китайская Народная Республика).
В 1990 году по приглашению американского дирижера исполнила концерт Сыдыха Мухамеджанова с американским симфоническим оркестром в штате Индиана Полис города Колумбус (США). В ее репертуаре народные песни, кюи, сочинения казахстанских композиторов, популярностью пользуются произведения Мукана Тулебаева, Ахмета Жубанова, Сыдыха Мухамеджанова, Хабидуллы Тастанова, Еркегалия Рахмадиева, Адиля Бестыбаева, оригинальностью отличаются интерпритации скрипичной классики, пропагандирует современную музыку Казахстана.
Результатом творческого сотрудничества с композиторами являются концерты Сыдыха Мухамеджанова и Аслана Жаксылыкова, посвященные первой исполнительнице — Молдакаримовой Галине Абиль-Акимовне. В ее исполнительском творчестве сняты документальные телефильмы, выпущен ряд пластинок и дисков, созданы передачи на казахском телевидении и радио, вошедшие в золотой фонд Республики Казахстан.
Является неоднократно членом и председателем жюри республиканских и международных конкурсов. Ее исполнительские редакции казахских произведений используются в педагогической и концертной практике у учащихся школ и студентов.
Автор книг «Школа игры на кобызе», «Қобыз әуендері», «Қобызға арналған шығармалар». За время работы в консерватории по классу кобыз в ее классе закончили 50 выпускников, которые работают в вузах, оркестрах республики и являются лауреатами многих республиканских и международных конкурсов.

## Награды и звания
- 1981 — Почётное звание Заслуженная артистка Казахской ССР;
- 1991 (27 декабря) — Почётное звание Народная артистка Республики Казахстан;[1]
- 1986 — Премия 1 степени «І Межреспубликанский конкурс Средней Азии Закавказья и Казахстана им. У.Гаджибекова»;
- 2000 — Профессор Казахская национальная консерватория;
- 2020 (3 декабря) — Орден «Парасат»;